# Weddellmeer-Riftsystem

Karte Antarktikas mit dem Weddellmeer

Das Weddellmeer-Riftsystem (WMRS) (Weddell Sea Rift System) ist eine Spreizungszone in der Bucht (Weddell Sea Embayment) des Weddellmeeres. In dieser wurde das jurassische Auseinanderbrechen Gondwanas zwischen den seinerzeitigen Landmassen Antarktikas, Afrikas und Südamerikas eingeleitet. Die Spreizungsprozesse im Weddell Sea Embayment wurden verursacht durch das Aufsteigen eines Mantelplumes im Bereich der Weddell-Triple Junction, welcher im Zusammenhang mit den Karoo-Ferrar-Magmaprovinzen steht. Im WMRS entwickelten sich zeitlich und tektonisch zwei unterschiedliche geologische Provinzen. Sie sind durch ihre verschieden verlaufende magnetischen Anomalien und Eigenschaften der Spreizungsprozesse charakterisiert. Während in der früheren südlichen Provinz Extensionen in einem Backarc-Becken-Regime vorherrschten, ereigneten sich in der späteren, vorgelagerten Provinz Dehnungen, die zur Trennung der o. g. Kontinentalmassen führten. Die Spreizungsprozesse ereigneten sich zwischen 180 und 174 mya. Ozeanbodenspreizung setzte um 147 mya ein.

## Lage und Erstreckung

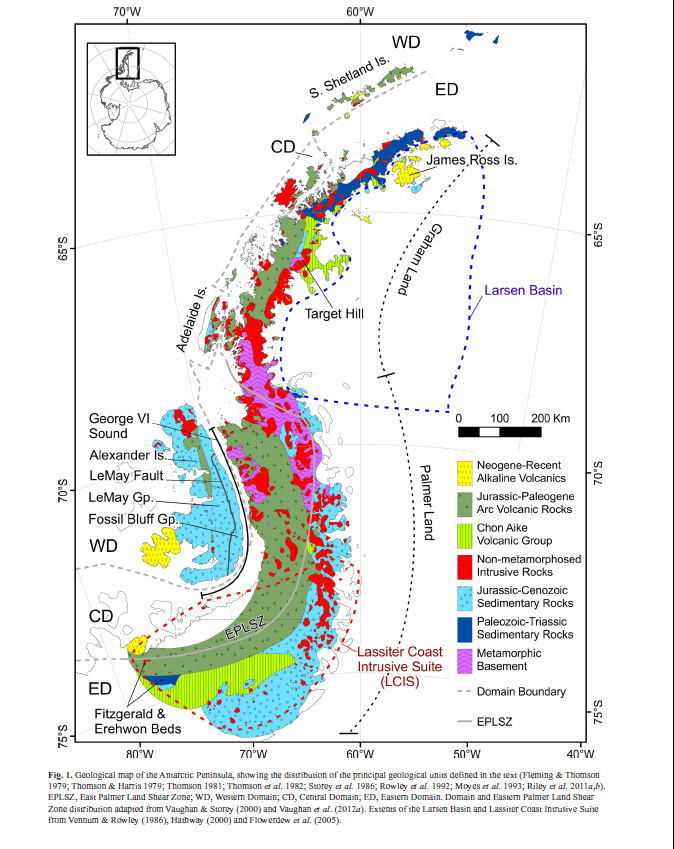
Geologische Karte der Antarktischen Halbinsel
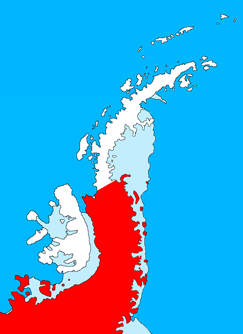
Lage vom Palmerland
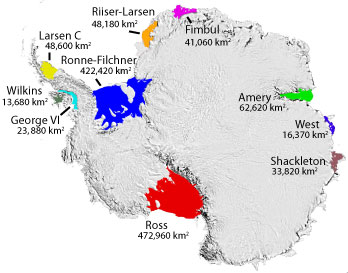
Antarktikische Schelfeisgebiete mit dem blau markierten Filchner-Ronne-Schelfeis

Das WMRS ist tektonisch in eine südliche und eine nördliche Provinz aufgeteilt. Die erstere erstreckt sich über eine Länge von ca. 900 Kilometer (km) und einer Breite ca. 600 km. Sie wird begrenzt in südwestlicher Richtung durch Palmerland der Antarktischen Halbinsel (AH) und dem Krustenblock der Haag-Nunatakker, im Süden durch das Ellsworthgebirge und Whitmoregebirge (Ellsworth-Whitmore Mountain-Terran) (EWMT), im Osten durch die Dufek-Intrusion (siehe auch → Dufek-Intrusion) sowie im nordöstlichen Bereich durch die Pensacola Mountains und die Shackleton Range. Diese Provinz entspricht etwa dem Latady Basin (siehe auch → Latady Group) und wird vom Filchner-Ronne-Schelfeis überdeckt.

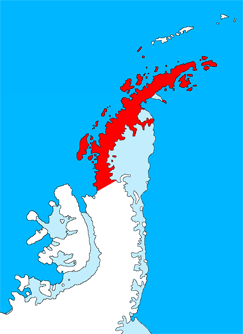
Lage vom Grahamland
Lage von Coatsland
Lage vom Königin-Maud-Land

An ihr schließt die nördliche Provinz mit einer Ausdehnung von ca. 500 km in der Länge und ca. 1000 km in der Breite an. Sie wird als Übergangszone zum Weddellmeer interpretiert. Flankiert wird diese Provinz in südwestlicher Richtung durch Grahamland der AH und im Osten durch Coatsland und die westlichen Ränder von Königin-Maud-Land. Nördlich geht diese Provinz in das Weddellmeer über. Sie entspricht etwa dem Riiser-Larsen Basin.

## Weddell-Triple Junction

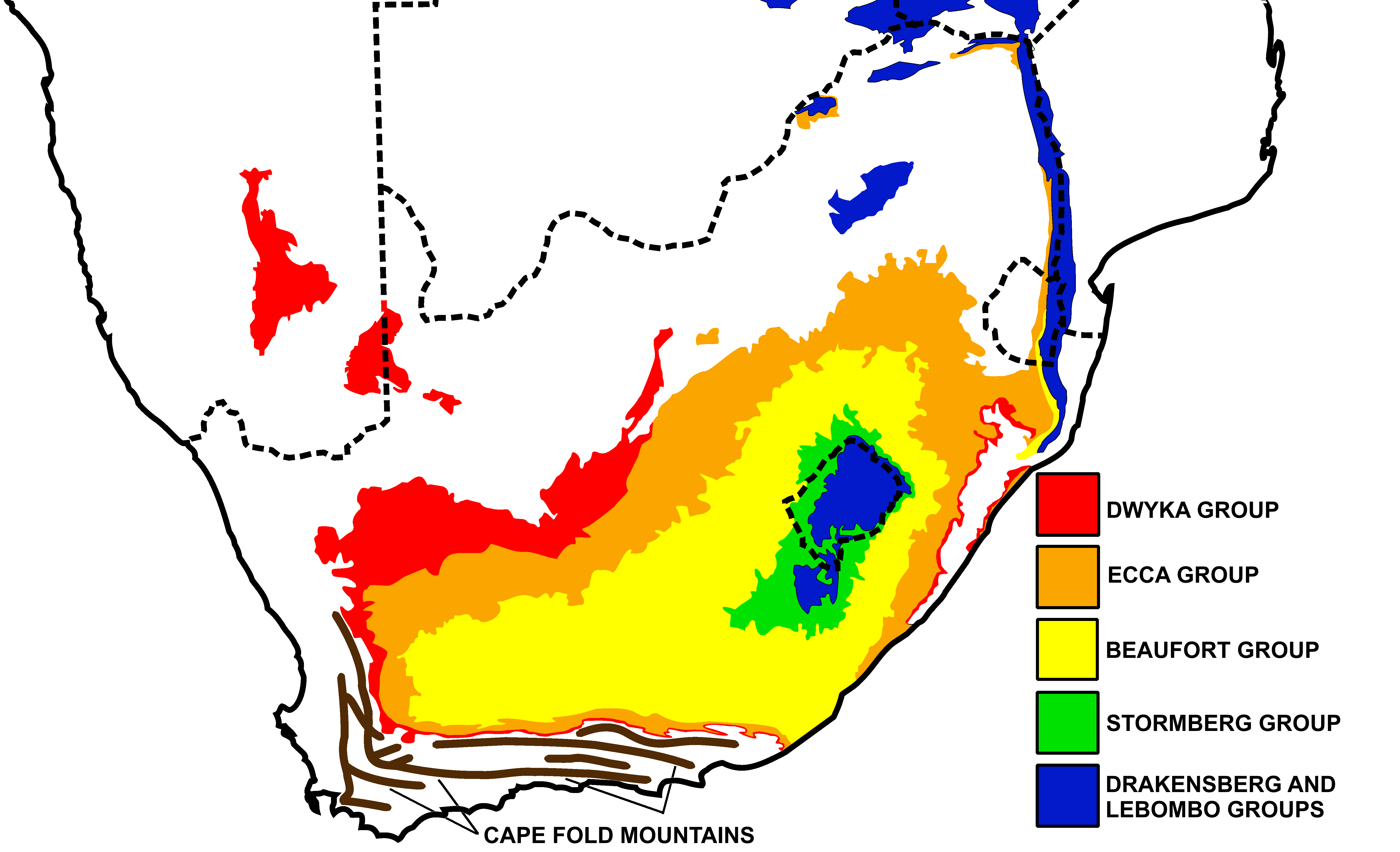
Vereinfachte geologische Karte des Karoo-Hauptbeckens

Ursache für die tektonische Evolution des WMRS im Weddell Embayment war eine Spreizungszone, die von der Weddell-Triple Junction ausging. Diese lag etwa im Dreieck zwischen dem ostantarktischen Coats Land Block, dem südafrikanischen Karoo-Hauptbecken und dem südamerikanischen Falklandplateau. Ursächlich war möglicherweise ein aufsteigender Mantel-Plume, der das Zentrum der Karoo-Ferrar-Magmaprovinzen bildete. Dessen riesige Magmamengen ergossen sich im Zeitraum von 204 bis 175 mya auf benachbarte Bereiche der damaligen Landmassen von Afrika, Südamerika und Ostantarktika. Auch setzte frühe ostwestliche Grabenbruchbildung (Rifting) zwischen den seinerzeitigen Kontinentalmassen von Ostantarktika und Afrika um 165 mya ein. Ozeanbodenspreizungen folgten ab 147 mya (siehe auch → Loslösung Antarktikas von Afrika).

## Tektonische Provinzen
Das WMRS entwickelte sich anfänglich im südlichen Bereich auf kontinentaler Erdkruste. Nach Norden hin erfolgt ein Übergang zur ausgedünnten kontinentalen ozeanischer Kruste. Daten von Refraktionsseismikmessungen entlang der meerseitigen Front des Filchner-Ronne-Schelfeises identifizieren eine Zone mit ca. 20 km dicker Kruste, die von 12 bis 15 km
Sedimenten überlagert ist. Sie wird interpretiert als anomal dicke ozeanische Kruste oder als Übergangs stark abgeschwächter und intrudierter terrestrischer Erdkruste. Unter dieser befand sich vermutlich eine Ansammlung von magmatischen Teilschmelzen (Magmatic underplating). Diese seismischen Schätzungen der Krustendicke sind konsistent mit regionalen Ableitungen aus Schwerkraftdaten von kleiner 30 km aus GRACE-Satellitendaten und 27 bis 29 km aus marinen und terrestrischen Schwerefelddaten. Im Vergleich dazu ist die Kruste der umgebenden Region geschätzt ca. 35 km dick.
Weitere aerogeophysikalische Daten in den Einzugsgebieten vom Institute Ice Stream und Möllereisstrom zeigen die Binnenausdehnung des WMRS gegen das EWMT und eine größere sinsistrale (linksgerichtete) Blattverschiebungsgrenze (strike-slip fault) zwischen Ost- und Westantarktika. Daten von Aeromagnetik- und Schwereanomalie-Messungen definieren das regionale subglaziale proterozoische Grundgebirge, mittelkambrische spreizungsverursachte Vulkanite, jurassische Intrusionen sowie Sedimentgesteine permischen und triassischenAlters. Die Modelle zeigen, dass die proterozoische Erdkruste derjenigen der benachbarten Haag-Nunatakker ähnlich ist. Mächtige granitische jurassische Intrusionen wurden am Übergang zwischen dem EWMT und der dünneren Kruste des WMRS sowie innerhalb einer breiten Scherzone entlang des ostantarktischen Kontinentalrandes detektiert.
Die Interpretationen von aeromagnetischen, geophysikalischen und seismischen Daten deuten darauf hin, dass sich das WMRS während einer frühen und einer späteren Phase entwickelte. Demzufolge kann es kann in zwei verschiedene Provinzen aufgeteilt werden, die durch ihre unterschiedlichen magnetischen Anomalien gekennzeichnet sind.

### Südliche Weddell-Magnetische Provinz
Die Südliche Weddell-Magnetische Provinz (SWMP) (Southern Weddell Magnetic Province) entwickelte sich auf kontinentaler Kruste. Im Norden schließt sie an die Nördliche Weddell-Magnetische Provinz (NWMP) (Northern Weddell Magnetic Province) an. Die SWMP wird von der Pagano Shear Zone vom ostantarktischen Kontinentalrand getrennt. Sie ist charakterisiert durch eine Schar magnetischer Anomalien mit einem dominanten Nordwest-Südost-Trend. Sie wird als Vorläufer der NWMP auf der Grundlage von dessen quer verlaufenden Trends interpretiert. Die SWMP ist größtenteils überdeckt vom Filchner-Ronne-Schelfeis.
Die ca. 800 Meter (m) mächtigen basaltische Abfolgen der Eland Mountains und Kamenew-Nunatak aus der Region um die Black-Küste (Black Coast) am östlichen Rand der Antarktischen Halbinsel stellen ein seltenes Beispiel für mafische Intrusionen bzw. Laven an Land dar, der Backarc-Becken-Extensionen und eine frühe Rifting-Phase des WMSR und dem beginnenden Zerfall Gondwanas vermuten lässt. Dies wird durch geochemische Analysen belegt, die den Übergang dieser Basalte von einem aktiven Kontinentalrandbogen hin zur Entwicklung von abgereicherten Basalten in einem Regime mit Backarc-Becken-Extension während eines Zeitraums zwischen 180 und 177 mya darstellt. Dieser entspricht auch der Evolution der SWMP.
Die Anomalien der SWMP werden verursacht von den magnetischen Eigenschaften einer Mischung aus mafischen und intermediären mafischen Intrusionen bzw. Laven. Infolge dieser Mischung sind die magnetischen Eigenschaften geringer als die der NWMP. Aus dem Trend der Anomalien wurde geschlossen, dass sie während einer breit angelegten Extension eines Backarc-Becken-Regimes entstanden, das sich entlang der Antarktischen Halbinsel erstreckte. Die ca. 500 km lange breite Pagano Shear Zone verläuft zwischen dem EWMT und der SWMP einerseits sowie dem ostantarktischen Kontinentalrand andererseits. Diese Scherzone wird als eine sinsistrale (linksgerichtete) transpressive Verwerfung interpretiert, an der die Verschiebungen während der Extensionen des Backarc-Beckenregimes auftraten. An ihr entwickelten sich ausgedehnte granitische Intrusionen. Basierend auf Gesteinen im Bereich der Pagano Shear Zone wird dessen aktiver Zeitraum zwischen 178 und 177 mya angenommen, wie z. B. die Einlagerung und Deformation der Granite im Pagano-Nunatak, der Stewart Hills und der Hart Hills nahe der Thiel Mountains. Die Extensionen im Backarc-Beckenregime führten um 178 mya zur beginnenden Öffnung des Proto-Weddellmeeres. Sie war eine der frühesten Phasen vom Gondwanazerfall und wird als Vorläufer einer beginnenden Ozeanbodenspreizung interpretiert.

### Nördliche Weddell-Magnetische Provinz
Die NWMP schließt nördlich an die SWMP an. Am nordöstlichen Rand entstand die Explora Anomaly. Diese stellt einen Akkretionskeil dar, der ca. 1700 km am Kontinentalhang von Coatsland und Königin-Maud-Land verläuft. Auf ihm wurde eine 1,5 km mächtige gut geschichtete Ablagerung von Sedimenten festgestellt. Nahe der vorgelagerten Orion Anomaly befindet sich der Übergang zur ozeanischen Kruste des Weddellmeeres. Die NWMP wird interpretiert als stark gedehnte kontinentale Kruste oder als anormal dicke ozeanische Kruste. Sie ist gekennzeichnet durch eine komplexe Anordnung von magnetischen Lineamenten mit deren vielfachen Verzweigungen (fault splays) und Gefügestrukturen mit einem überwiegenden Nordost-Südwest-Trend, der auf Dehnungstektonik zurückzuführen ist. Sie verlaufen semiparallel zur Explora Anomaly. Die stärkeren magnetischen Anomalien in der NWMP werden im Gegensatz zur SWMP auf den Charakter einer Ozeanischen Kruste interpretiert.
Diese Extensionen führten zur Separierung Ostantarktikas von Afrika. Belegt ist dies u. a. durch geologische Ähnlichkeiten der Explora Anomaly mit den Lebombo- und Mwenetzi-Save-Monoklinalen am südostafrikanischen Kontinentalrand. Während die Explora Anomaly unter mächtigen Sedimenten und einer Eisbeckung verborgen ist, kann an den südafrikanischen Monoklinalen eine vulkanische Bruchzone nachvollzogen werden.
Die Spreizungsprozesse begannen ab 174 mya, vermutlich jedoch erst ab 171 mya, verbunden mit felsitischem Magmatismus in der Antarktischen Halbinsel ein. Dieser beendete die Extension der SWMP und überprägte dessen Strukturen.

## Subglaziale Strukturen
Luftgestützte Radardaten in den Institute- und Möllereisstrom-regionen zeigen eine detaillierte Topographie des Grundgebirges. Der nördliche Teil dieser Gebiete wird von zwei breiten Becken dominiert, die als Coastal Basins bezeichnet. Diese sind aufgeteilt in das Western und das Southern Basin. Sie reichen bis zu 1800 m unter dem Meeresspiegel. Ein südöstliches Becken könnte die landseitige Fortsetzung des Thiel-Trogs darstellen, der zwischen der Berkner-Insel und der Dufek-Intrusion liegt.
Der Ellsworth-Trog schneidet in das EWMT ein und erreicht Tiefen um 2000 m unter dem Meeresspiegel. Eine komplexe Reihe enger, parallel verlaufender Becken markieren den Übergang zwischen dem EWMT und der SWMP. Diese werden als Übergangsbecken bezeichnet und sind zwischen 40 und 80 km lang und 10 bis 20 km breit. Nordöstlich der Hart Hills sind geschlossene, lang gestreckte Becken zu erkennen, die Randbecken darstellen. Sie verlaufen zwischen der SWMP und der Pagano Shear Zone.
Entlang der östlichen Flanke der Westantarktischen Halbinsel verläuft die Weddell Rift Anomaly; zwischen der Berkner-Insel und Coatsland dehnt sich das Filchner Rift aus.